# Binsfeld (Arnstein)
Binsfeld is een plaats in de Duitse gemeente Arnstein, deelstaat Beieren, en telt 366 inwoners (31-12-2018).